# Louis Joseph av Frankrike
Louis Joseph av Frankrike, född 1781, död 1789, var en fransk tronarvinge. Han var äldsta son till Ludvig XVI och Marie Antoinette och Frankrikes dauphin (kronprins) mellan 1781 och 1789. Han avled i tuberkulos. 